# Thùng rác

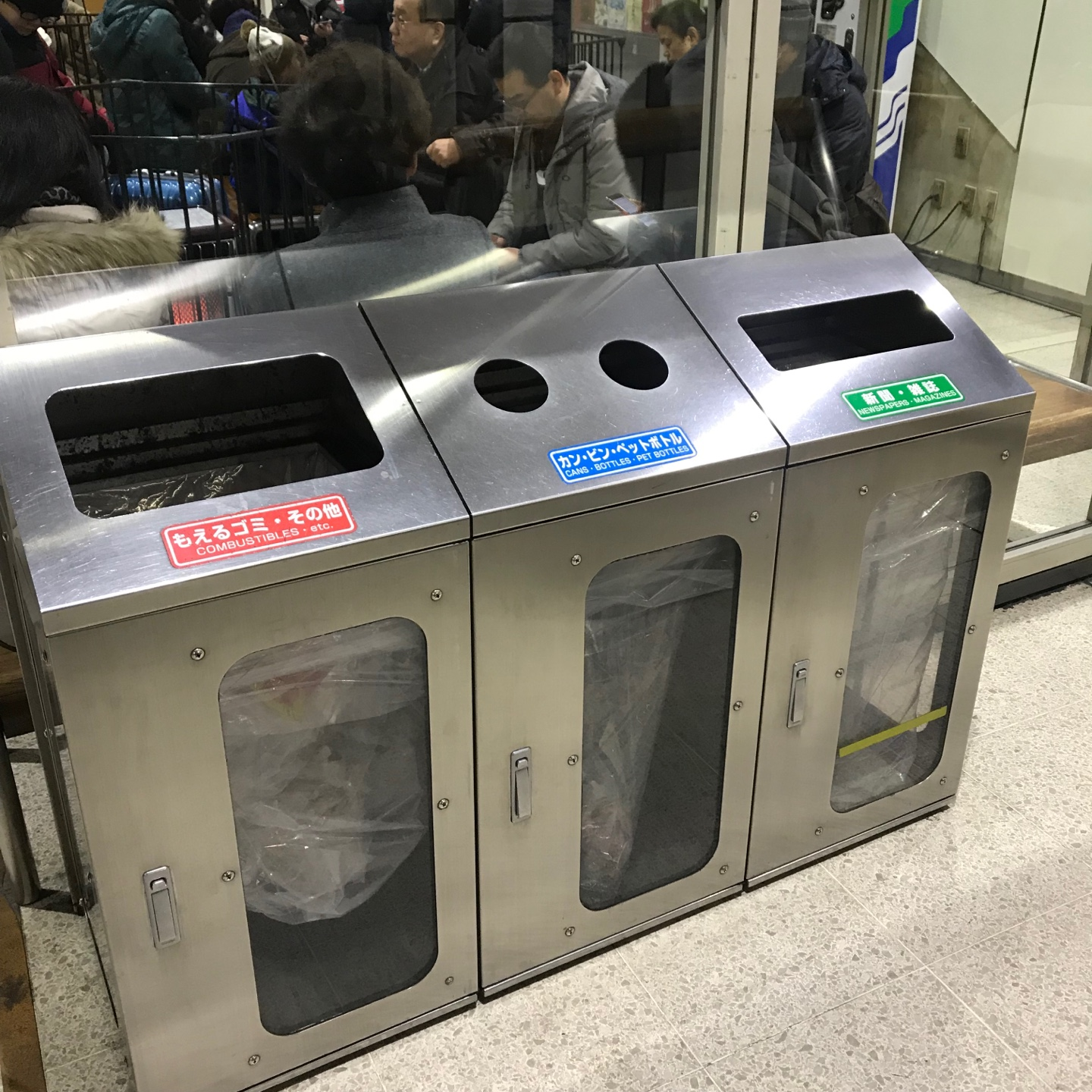
Thùng rác ở Nhật Bản được chia thành bốn loại: rác đốt cháy được, lon/chai/chai nhựa PET và báo/tạp chí.

Thùng rác là loại thùng chứa rác, thường được làm bằng kim loại, nhựa, gỗ hoặc bằng mây. Thùng rác đạp chân được Lillian Moller Gilbreth, một kỹ sư công nghiệp phát minh vào những năm 1920 để xử lý rác thải nhà bếp. Trong những năm 2010, một số loại thùng rác đã bắt đầu có các cơ chế tự động như nắp có cảm biến hồng ngoại trên đầu thùng và được cấp nguồn pin để mở thay vì bàn đạp, giải phóng người dùng khỏi việc chạm vào thùng rác.
Ngày nay, hầu hết mỗi hộ gia đình hầu điều có ít nhất 1 thùng rác để chứa rác thải sinh hoạt. Ở các khu vực công cộng như công viên thường có những thùng rác để cải thiện môi trường và khuyến khích mọi người không xả rác. Những thùng rác này được đặt ngoài trời hoặc các khu vực đông đúc. Ở các khu đô thị đông đúc, rác thường được chôn dưới lòng đất bên dưới thùng chứa.